# イェーガンの首の発掘

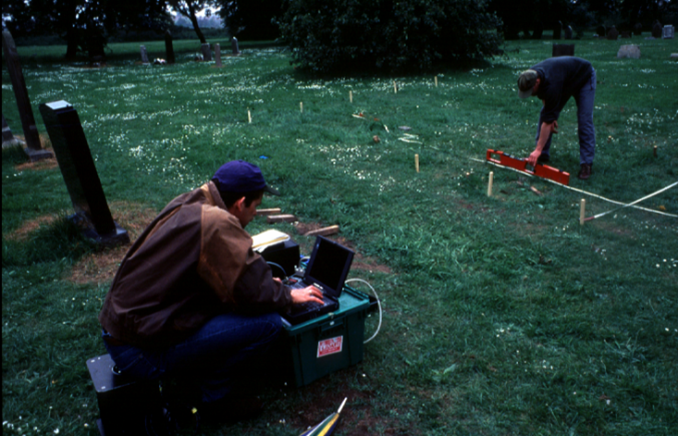
イェーガンの首が埋葬された墓地を土壌電気伝導測定器(en)で計測するマーチンとリチャード・ベイツ。

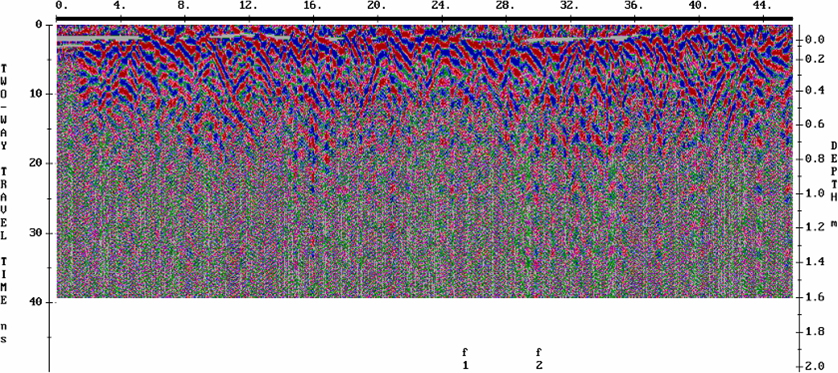
地中レーダー探査を試みたが、何ら成果は得られなかった。

イェーガンの首の発掘（Exhumation of Yagan's head）は、1997年イギリス・リヴァプールで、考古学的地球物理学(en)や考古学的発掘技術を駆使して実行されたイェーガンの頭部探査と発掘を言う。

## 背景
イェーガンは、19世紀前半に生きたオーストラリアの先住民族・アボリジニの一派ヌンガー族の戦士だった。彼は、パースに植民地を築いたヨーロッパからの入植者たちに対する抵抗運動の初期に重要な役割を担った。1833年射殺され、切断されたイェーガンの頭部は陸軍中尉ロバート・デールの手でイギリスに運ばれ、博物館に展示された。
1964年頃には、イェーガンの首には損傷が目立ち、廃棄が決まった。合板の箱にペルーのミイラやマオリ人の首などと一緒に詰められ、イェーガンの頭部はエヴァートン墓地(en)の一般区画16番296墓に埋められた。その後、このまわりでは多くの埋葬が行われ、1968年には20体の死産胎児と生後24時間以内に亡くなった2人の新生児が、博物館が埋めた箱の真上に埋葬された。
パースのヌンガー族共同体は長年にわたってイェーガンの頭部返還と部族の風習に則った再埋葬を要求していた。1994年には発掘の申請が提出されたが、新生児に近い親族(en)からの許可が障害となり、却下された。

## 首の発掘

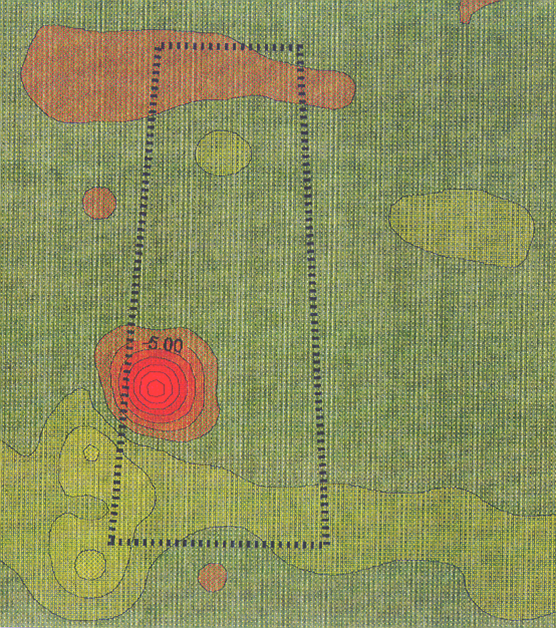
地表から計測された電気伝導測定によるイェーガン埋葬地周辺の彩色走査線図

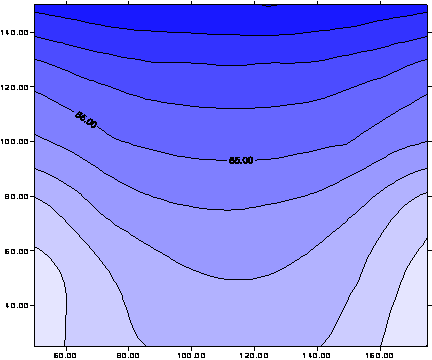
土中から計測された電気伝導測定によるイェーガン埋葬地周辺の彩色走査線図

### 調査
1997年、兄弟でもあるウェールズ大学ランピーター校(en)のマーチン・ベイツ博士とセント・アンドルーズ大学のリチャード・ベイツ博士は、イギリス内務省(en)からの依頼を受けて、墓地の地球物理学的調査を管理指導した。その目的は、周辺に埋葬された遺骨を邪魔する事無く博物館が埋めたイェーガンの頭部のみを掘り出す方法を模索することにあった。
ふたりは地中レーダー探査器と土壌電気伝導測定器(en)を用いて、地上からの調査を行った。レーダー探査では、厚い埋設土壌層からたくさんの反射影が見られ、その中からイェーガンの頭部だけを抽出することは困難だった。しかし、変則的な電磁気の反応が見つかり、これはイェーガンの首と一緒に埋められた金属加工品に由来していた。これによって首が埋まっている位置が明確に特定され、横から廻りこんで掘り進めば発掘も可能と結論づけられた。
この結果を受け、少し離れた地に深さ約6フィート（2メートル弱）の竪穴が掘られて再び電気伝導測定が行われた。地上からは明確にならなかったが、この時の測定で発見されたデータの変則から、箱は墓地の中心部深さ9フィート（3メートル弱）のところにあることが判った。これは、頭部などを収めた博物館の小箱を埋めた作業員の証言を裏付けていた。

### 発掘

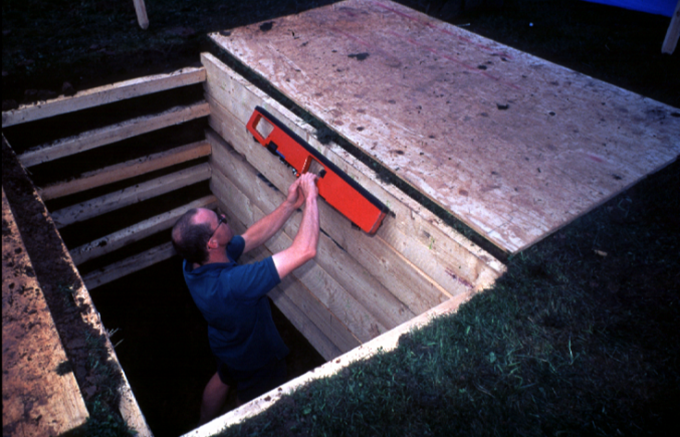
調査発掘用縦穴の囲い

数々の観測結果に検討が加えられ、ベイツ兄弟は内務省へ報告した。これを受けて、内務省は発掘許可を与えた。発掘では、観測に用いられた竪穴から掘り進む手段が採られた。このトンネル掘削は「繊細でリスクが高い」作業だった。何故なら、作業は埋葬された胎児や新生児たちのごく下を掘り進むもので、失敗は許されなかったためである。リチャード・ベイツによると「朽ちた箱に突き当たると、ショベルで最初に掘り出されたのはペルーのミイラで、次いでマオリの頭部、そして最後にイェーガンの首に辿り着いた」と語り、作業は無事成功した。
翌日、ブラッドフォード大学から派遣された法医学・古生物学者が骨折部分と1834年にトーマス・ペティグルーが残した記録とを比較検証し、頭蓋骨がイェーガンのものであることを同定した。

## その後
この年の8月31日、イェーガンの頭蓋骨はヌンガー族の代表に返還され、オーストラリアへ戻った。ただし、胴体が未だ不明である問題や埋葬方法などを巡って長老など部族内の意見が一致を見ず、再埋葬は延期され、現在も実現していない。

## 読書案内
注）この書物は、本項記述における参照とはされていません。
- Bates, M and Bates, C. R. (1997) A Report on the Geophysical Investigation of the Site of a Grave in Everton Cemetery, Liverpool, Unpublished Technical Report.